# 李吟娸
李吟娸（2000年9月20日—）是臺灣女子籃球運動員，現效力於台電女籃。李吟娸出身大倫國中以及南山高中，2019年帶領南山奪下HBL冠軍獎盃，個人獲選冠軍賽MVP，大學選擇進入臺師大就讀，讀了一年之後轉學到世新大學與妹妹李盈潔當隊友，2022年3月李吟娸在UBA冠軍賽終場前14秒完成三分打，助隊逆轉擊退前東家臺師大，完成UBA三連霸，2022年7月在WSBL選秀第一輪第二順位獲得台電女籃青睞。

## 外部連結
- 李吟娸在Eurobasket.com（球員）（英语）